# 井村荒喜

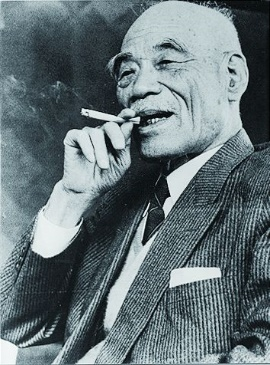
1928年

井村 荒喜（いむら あらき / こうき、1889年（明治22年）11月3日 - 1971年（昭和46年）5月10日）は、大正から昭和期の実業家、政治家。衆議院議員、富山市名誉市民 
、不二越創業者。

## 経歴
長崎県南高来郡北有馬村今福（北有馬町を経て現南島原市）で、農業・井村庄太郎、きく の五男一女の末子として生まれる。有馬高等小学校を卒業し、1907年（明治40年）医師を目指して長崎の行余学舎に入学したが、実家の家計が傾き学舎を中退。長崎に残り、新聞配達、新聞記者見習いなどに従事。1913年（大正2年）11月、台湾に渡り台中の帝国製糖に入社。倉庫係、農場係、鉄道建設係で勤務。
1919年（大正8年）中越水電に招かれ支配人に就任。電力の供給地域の拡大、大口需要の開拓、送電計画の策定などに尽力。その後、常務となるが、1928年（昭和3年）中越水電が富山電気（後の日本海電気）に合併されて退職した。
機械工具の国産化が日本の機械工業の成長に不可欠との考えから、1928年12月に不二越鋼材工業を設立した。ハクソー（金切鋸刃）から生産を始め、精密切削工具、軸受、ゲージ類の量産を実現し、1933年（昭和8年）海軍省指定工場となる。また、戦局の進展に伴い材料の特殊鋼の自家製造の必要性が高まり、呉海軍工廠の工員訓練の協力を得て、1938年（昭和13年）製鋼工場の操業を開始した。戦時中は軍管理工場となり、軍からの強制命令を受けながら事業を進めた。
1942年（昭和17年）4月の翼賛選挙で翼賛政治体制協議会の推薦を受け富山県第1区から出馬して当選し、衆議院議員を1期務めた。同年8月24日、衆議院議員を辞職した。戦後、公職追放となったが、事業面では不二越鋼材工業の資本金がわずかに1億円に届いていなかったため役員の追放を免れ、井村は引き続き経営に携わり会社の復興に尽力した。
1963年（昭和38年）社名を不二越に変更し、1964年（昭和39年）3月まで社長に在任した。また、従業員教育のため不二越工科学校（現不二越工業高等学校）を設立して理事長に就任し、不二越病院（のち富山県立中央病院）を建設するなど地域社会のために貢献した。
その他、日本工具工業会理事長、東京国際貿易センター監査役、日本鉄鋼連盟理事、富山県経営者協会初代会長、北陸経営者協会連盟初代会長、富山県機械工業会初代会長、富山県商工会議所連合会長、富山テレビ放送初代社長などを務めた。

## 不二越社長の退任
井村は創業から社長として不二越の経営を担っていたが、ワンマン体制となり、自分の技術、経営方針を過信して過大な設備投資を続けたため、資本金の二倍に相当する120億円の借入金を抱え、ついに1964年4月の定例役員会で退陣が決定した。

## 著作
- 述『不二越精神』不二越鋼材工業、1941年。
- 『忙中閑題』ダイアモンド社、1963年。